# Walter Lang (Regisseur)
Walter Lang (* 10. August 1896 in Memphis, Tennessee; † 7. Februar 1972 in Palm Springs, Kalifornien) war ein US-amerikanischer Filmregisseur.

## Leben
Lang war Absolvent der University of Tennessee und diente im Ersten Weltkrieg bei den American Expeditionary Forces. Nach Kriegsende begann er seine Karriere in der Filmindustrie als Büroarbeiter der Filmproduktionsfirma in New York City. In den 1920er-Jahren wurde er Assistent der Filmproduzentin und Schauspielerin Dorothy Davenport, die insbesondere für ihre Produktion von Sozialdramen bekannt war. Nach einiger Zeit als Regieassistent drehte er 1925 mit der Dorothy-Davenport-Produktion The Red Kimona seinen ersten Spielfilm als hauptverantwortlicher Regisseur. Bis einschließlich 1961 folgten mehr als 60 Kinofilme. Anfang der 1930er-Jahre verließ er kurzzeitig das Filmgeschäft, um in der Werbebranche zu arbeiten, kehrte aber 1932 zurück. Zeitweise war er für Columbia Pictures tätig. Um 1937 unterschrieb er einen Vertrag bei 20th Century Fox, mit diesem Studio blieb er für den Großteil seiner restlichen Karriere verbunden.
Seine größten Erfolge feierte er mit leichten Musicals und Komödien, die eher an der Kinokasse Erfolg hatten als bei den Kritikern. Lang galt allgemein in Kritikerkreisen als solider Regiehandwerker an leichten Unterhaltungsfilmen, eine tiefgehendere wissenschaftliche Beschäftigung mit seinem Werk erfolgte bislang nicht. Um 1940 drehte er mehrere Filme mit dem Kinderstar Shirley Temple. In den 1940er-Jahren hatte er Erfolge mit dem in ländlicher Szenerie spielenden Musicalfilm Jahrmarkt der Liebe und der Komödie Belvedere, das verkannte Genie mit Clifton Webb als hochintelligentem Butler. Erfolgreich war 1950 auch die Komödie Im Dutzend billiger über eine Großfamilie, die Jahrzehnte später ein Remake erfuhr. Bei dem Musicalfilm Rhythmus im Blut (1954) mit Marilyn Monroe über einen Blick hinter die Kulissen des Showgeschäfts führte er ebenso Regie wie bei der Komödie Eine Frau, die alles weiß (1957) mit dem ikonischen Filmpaar Spencer Tracy und Katharine Hepburn in den Hauptrollen. Seine einzige Nominierung für den Oscar in der Kategorie Beste Regie erhielt er auf der Oscarverleihung 1957 für die erfolgreiche Musicalverfilmung Der König und ich mit Yul Brynner und Deborah Kerr. Zudem erhielt er insgesamt drei Nominierungen für den Directors Guild of America Award.
Im Jahr 1960 wurde Lang für sein Schaffen mit einem Stern auf dem Hollywood Walk of Fame geehrt. Ein Jahr später zog er sich nach der Slapstick-Komödie Schneewittchen & The Three Stooges aus dem Filmgeschäft zurück. Walter Langs Sohn war der Fernsehregisseur Richard Lang (1939–1997).

## Filmografie (Auswahl)
- 1925: The Red Kimona
- 1935: Hooray for Love
- 1934: Zirkus Barnum (The Mighty Barnum)
- 1936: Liebe vor dem Frühstück (Love Before Breakfast)
- 1937: Second Honeymoon
- 1939: Die kleine Prinzessin (The Little Princess)
- 1939: Fräulein Winnetou (Susannah of the Mounties)
- 1940: Tin Pan Alley
- 1940: The Blue Bird
- 1941: Allotria in Florida (Moon over Miami)
- 1943: Coney Island
- 1944: Greenwich Village
- 1945: Jahrmarkt der Liebe (State Fair)
- 1946: Sentimental Journey
- 1947: Es begann in Schneiders Opernhaus (Mother Wore Tights)
- 1948: Belvedere, das verkannte Genie / Belvedere räumt auf (Sitting pretty)
- 1948: When My Baby Smiles at Me
- 1950: Der geheimnisvolle Ehemann (The Jackpot)
- 1950: Im Dutzend billiger (Cheaper by the dozen)
- 1951: An der Riviera (On the Rivera)
- 1952: Mit einem Lied im Herzen (With a Song in my Heart)
- 1953: Madame macht Geschichte(n) (Call Me Madam)
- 1954: Rhythmus im Blut (There’s no business like show business)
- 1956: Der König und ich (The King and I)
- 1957: Eine Frau, die alles weiß (Desk Set)
- 1959: Bei mir nicht (But Not For Me)
- 1960: Can Can
- 1960: Ehekarussell (The Marriage-Go-Round)
- 1961: Schneewittchen & The Three Stooges